# Бадемджан (страва)
Бадемджан або Хореш бадемджан (خورش بادمجان) — іранська і турецька овочева страва, що нагадує рагу. Назва перекладається з перської мови як «Кислі смажені баклажани». Водночас воно схоже з назвою міста Бадемджан.

## Опис
Головний інгредієнт страви — баклажани, які обсмажуються в маслі до золотаво-коричневого кольору, потім до них додають обсмажені помідори та інші овочі, насамперед, перець, смажена цибуля і горох. Лимонний сік або сік незрілого винограду (вержусу) надають страві трохи терпкий смак. Окремо готується м'ясо: баранина запікається з цибулею і спеціями (шафраном, куркумою та корицею).
Існує 2 варіанти цієї страви: більш ніжна та ароматна називається гур бадемджан, основою якого є сік кислого винограду, геймех бадемджан — горох.
Подається страва з рисом.